# Freiluftorgel

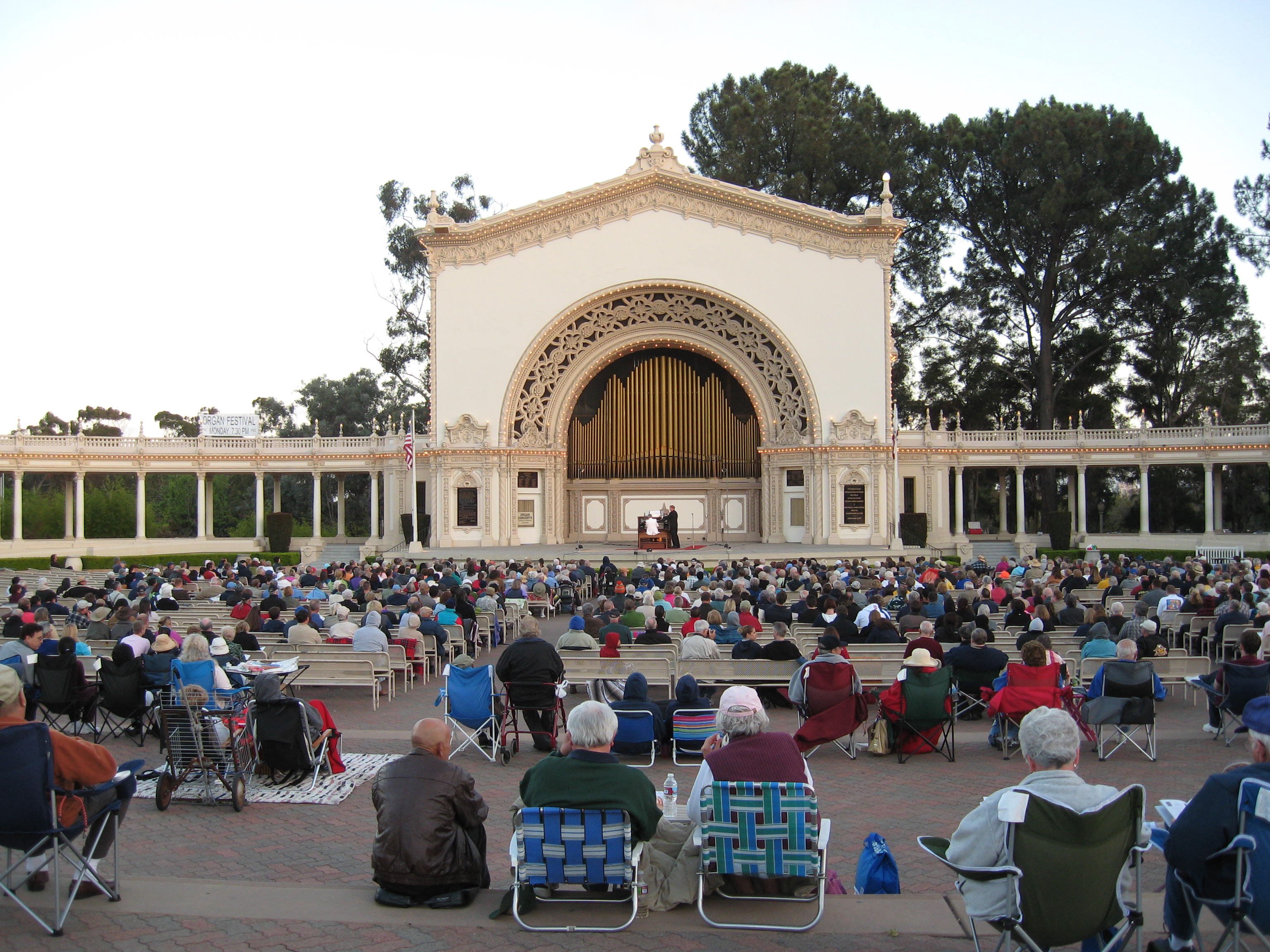
Spreckels-Orgel im Balboa Park, San Diego

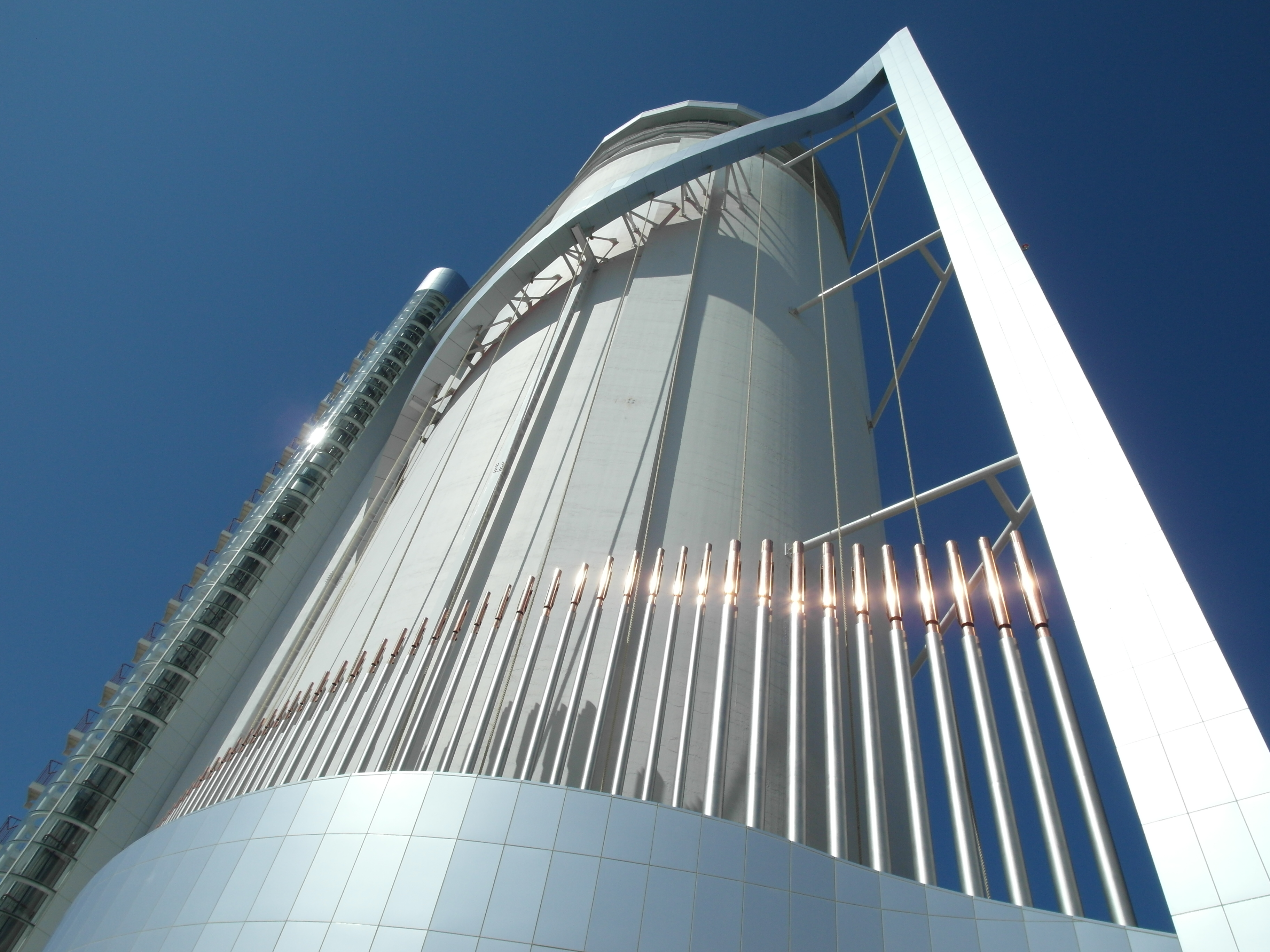
Vox Maris

Eine Freiluftorgel ist eine selten gebaute Pfeifenorgel, die nicht zum Bespielen eines geschlossenen Raumes dient.

## Geschichte
Bereits im römischen Reich gab es zwei Bauformen der Wasserorgel, darunter eine Gattung, die im Zirkus und Theater eingesetzt wurde.
Vor Erfindung der Sirenen diente zuweilen ein Hornwerk als Signalgerät für Ereignisse und Tageszeiten. Als erstes Instrument dieser Art gilt das 1502 errichtete Salzburger Schlosshorn, später Salzburger Stier genannt, welches ursprünglich nur einen F-Dur-Akkord von sich geben konnte. 1550 wurde es um ein mechanisches Spielwerk ergänzt. Später gab es Instrumente, die sogar registrierbar waren.
Claus Spreckels ließ 1915 die weltweit erste, komplexe, konzertfähige Freiluftorgel im Balboa Park zu San Diego (Kalifornien), eine Freiluftorgel mit begehbaren Windladen, von den Austin Brothers bauen.
1931 wurde die so genannte „Heldenorgel“ auf der Festung in Kufstein errichtet, die im Laufe der Zeit mehrmals erweitert wurde. 
Als lauteste Freiluftorgel der Welt gilt die „Vox Maris“, ein 2012 gebautes Instrument in Yeosu (Korea).

## Bauliche Besonderheiten
Aufgrund der im Außenraum benötigten Hörbarkeit der Instrumente wird ein deutlich höherer Winddruck als bei Kirchen- und Hausorgeln benötigt. Anstatt der meist üblichen 50 bis 120 mm WS wird ein Druck von etwa 470 mm WS bis zu 100.000 mm WS benötigt. Daraus resultierend müssen die Orgelpfeifen länger gebaut werden und sie werden daher bedeutend schwerer. Zudem müssen die Windladen stabiler und wetterresistenter gebaut werden. Zumeist werden diese Instrumente bei Nichtverwendung mit witterungsdichten Klappen von der Außenwelt abgeschirmt. Daher ist oft kein Prospekt zu sehen.

## Instrumente (Auswahl)
- „Salzburger Stier“ (Hornwerk)
- Orgel im Toscaninihof
- Hornwerk an der Fassade der Stiftskirche des Stiftes Rein[5]
- Spreckels-Orgel in San Diego
- „Heldenorgel“, Kufstein
- „Vox Maris“, Yeosu